# مار زنگی پشت‌الماسی شرقی

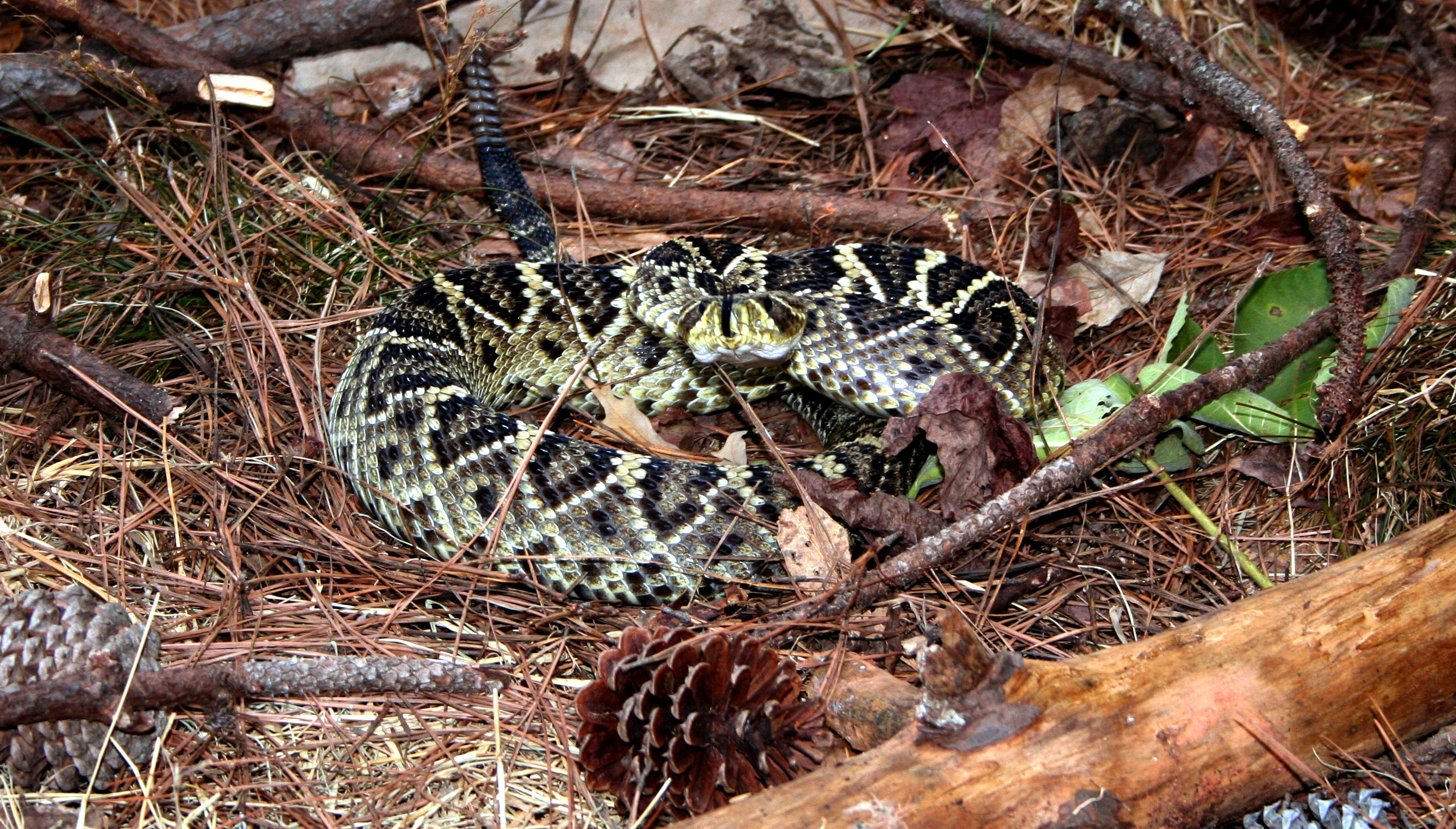
این مار به هنگام احساس خطر، بمنظور هشدار دادن به اطرافیان خود، دم خود را بصدا در می‌آورد

مار زنگی پشت الماسی شرقی (به انگلیسی: Eastern diamondback rattlesnake) و با نام علمی (Crotalus adamanteus) نوعی مار زنگی است.
این مار در جنوب شرقی ایالات متحده آمریکا می‌زید و زهرآگین است، و تا ۲٫۴ متر نیز رشد می‌کند.
پرچم گدزدن از روی این حیوان الگوبرداری شده است.